# Cantón de Mas-Cabardès
El cantón de Mas-Cabardès era una división administrativa francesa, que estaba situada en el departamento de Aude y la región de Languedoc-Rosellón.

## Composición
El cantón estaba formado por quince comunas:
- Caudebronde
- Fournes-Cabardès
- Labastide-Esparbairenque
- Lastours
- La Tourette-Cabardès
- Les Ilhes
- Les Martys
- Mas-Cabardès
- Miraval-Cabardes
- Pradelles-Cabardès
- Roquefère
- Salsigne
- Trassanel
- Villanière
- Villardonnel

## Supresión del cantón de Mas-Cabardès
En aplicación del Decreto n.º 2014-204 de 21 de febrero de 2014, el cantón de Mas-Cabardès fue suprimido el 22 de marzo de 2015 y sus 15 comunas pasaron a formar parte; catorce del nuevo cantón del Valle del Orbiel (de marzo de 2015 a enero de 2016 llamado Cantón de Villemoustaussou) y una del nuevo cantón de Alto Minervois (de marzo de 2015 a enero de 2016 llamado Cantón de Rieux-Minervois).